# Microprius
Microprius is een geslacht van kevers uit de familie somberkevers (Zopheridae).

## Soorten
Deze lijst is mogelijk niet compleet.
| - M. carinicollis - M. cubanus - M. decoratus - M. donisi - M. gosiae - M. jolae - M. mirabilis | - M. opacus - M. romani - M. rufulus - M. tarunpali - M. terrenus - M. zdzislawi |